# Nederlandse School voor Openbaar Bestuur

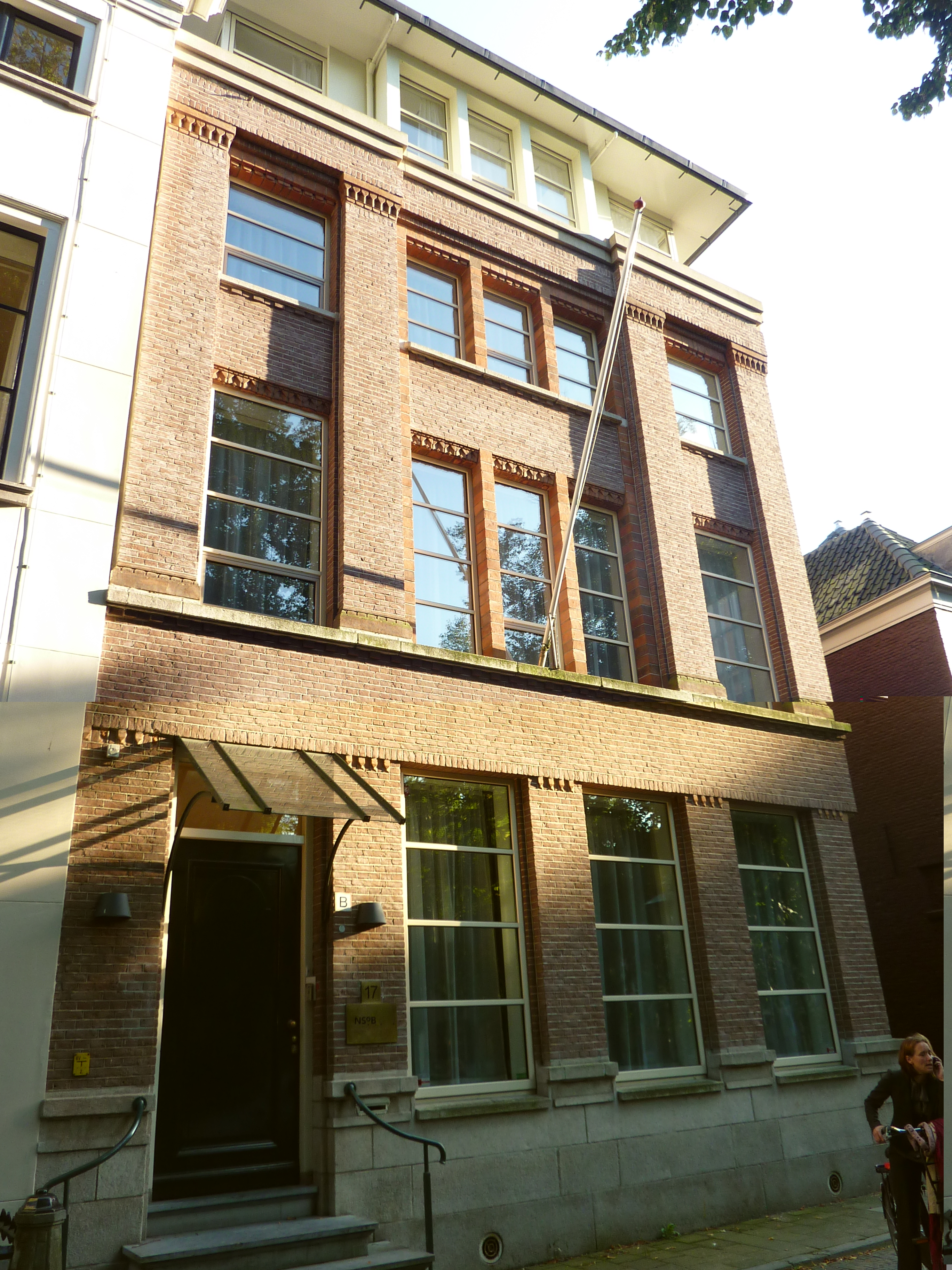
Het gebouw van de NSOB aan het Lange Voorhout 17 in Den Haag

De Nederlandse School voor Openbaar Bestuur (NSOB) ontwikkelt en verzorgt postdoctorale opleidingen in de bestuurskunde speciaal gericht op de publieke sector. De NSOB is in 1989 opgericht door de Universiteit Leiden en de Erasmus Universiteit Rotterdam. Sinds 2006 is de NSOB ook een 'denktank' met als doel om bij te dragen aan kennisontwikkeling over en voor openbaar bestuur en publieke sector. De NSOB is gevestigd aan het Lange Voorhout 17, Den Haag.

## Geschiedenis
In 1989 werd door de hoogleraren Roel in 't Veld en Uri Rosenthal, onder auspiciën van de Universiteit Leiden en de Erasmus Universiteit Rotterdam, besloten tot de oprichting van de NSOB. Op 1 juli 1995 is de Stichting NSOB opgericht. In die stichting participeren ook de Universiteit van Amsterdam en Universiteit van Utrecht. In 1999 trad de Technische Universiteit Delft toe, en daarna de Universiteit van Tilburg in 2002 en de Vrije Universiteit Amsterdam in 2012.